# Ralph Santolla
Ralph Santolla (8. prosinca 1966. – 7. lipnja 2018.) bio je talijansko-američki heavy metal-glazbenik i gitarist. Bio je član death metal-skupina Deicide i Obituary i koncertni član skupina Iced Earth i Death. 
Preminuo je 7. lipnja 2018. od srčanog udara.

## Diskografija
- Deicide – The Stench of Redemption (2006.)
- Deicide – Till Death Do Us Part (2008.)
- Deicide – To Hell with God (2011.)
- Obituary – Xecutioner's Return (2007.)
- Obituary – Left to Die (2008.)
- Obituary – Darkest Day (2009.)
- Iced Earth – The Glorious Burden (2004.)

Samostalni albumi
- Shaolin Monks in the Temple of Metal (2002.)
- Requiem for Hope (2007.)